# Mitch Williams
Mitchell Steven Williams, plus connu sous le nom de Mitch Williams et surnommé Wild Thing, est un ancien lanceur gaucher de baseball né le 17 novembre 1964 à Santa Ana, en Californie aux États-Unis. Il évolue 11 saisons en Ligue majeure de baseball, de 1986 à 1997, et est surtout connu pour ses années chez les Cubs de Chicago et les Phillies de Philadelphie.
Malgré son surnom Wild Thing, qui lui est attribué pour son style inusité et sa propension à commettre de mauvais lancers, Williams s'est avéré un lanceur de relève généralement efficace, comme en font foi ses 192 sauvetages en carrière et sa moyenne de points mérités de 3,65. Avec les Phillies, il accorde à Joe Carter le coup de circuit qui permet aux Blue Jays de Toronto de remporter la Série mondiale 1993. Williams compte une invitation au match des étoiles, en 1989.

## Carrière

### Rangers du Texas
Mitch Williams est repêché par les Padres de San Diego au 8e tour de sélection en 1982. Il est le 6 avril 1985 échangé par les Padres aux Rangers du Texas contre un joueur de troisième but qui ne joue que 15 matchs dans les majeures, Randy Asadoor.
Williams fait ses débuts dans le baseball majeur un an plus tard, le 9 avril 1986. Dès sa saison recrue avec les Rangers, il est le releveur le plus utilisé de la Ligue américaine, avec 80 parties jouées. Il maintient une moyenne de points mérités de 3,58 en 98 manches lancées, remporte 8 victoires, encaisse 6 défaites et réalise 8 sauvetages.
En 1987, il abaisse sa moyenne à 3,23 points mérités accordés par partie. Il est encore plus utilisé que la saison précédente, avec 85 apparitions au monticule (dont un de ses 3 matchs en carrière comme lanceur partant) et son record personnel de 108 manches et deux tiers lancées. Auteur d'une fiche de 8-6 identique à celle de 1986, il réussit 6 sauvetages.
Malgré 18 sauvetages pour les Rangers en 1988, il est généralement inefficace avec une moyenne de points mérités de 4,63 en 68 manches lancées, et une fiche de deux victoires et 7 revers en 67 matchs joués.

### Cubs de Chicago
Le 5 décembre 1988, Mitch Williams passe aux Cubs de Chicago dans une transaction majeure impliquant 9 joueurs. Les Rangers du Texas le transfèrent aux Cubs avec les lanceurs gauchers Paul Kilgus et Steve Wilson, le joueur de champ intérieur Curt Wilkerson et deux joueurs de ligues mineures, en retour du voltigeur étoile et futur joueur de premier but Rafael Palmeiro, du lanceur partant gaucher Jamie Moyer et du lanceur de relève gaucher Drew Hall.

#### Le surnomWild Thing
C'est à Chicago que Mitch Williams hérite du surnom Wild Card. En anglais, l'adjectif wild sert à décrire un lanceur de baseball dont les tirs manquent de précision. C'est décidément le cas de Williams, qui malgré ses succès au monticule, a l'habitude de manquer de contrôle sur la trajectoire de la balle, de commettre sa part de mauvais lancers et d'accorder beaucoup de buts-sur-balles (plus de 7 en moyenne par 9 manches lancées) avant de se tirer d'embarras. Le tout est accentué par la motion inusitée de Williams, qui tombe littéralement une fois la balle en route vers le marbre et s'appuie sur le monticule du lanceur avec sa main droite,.
Au Wrigley Field de Chicago, on commence en 1989 à jouer lors de ses entrées dans le match la chanson Wild Thing du groupe anglais The Troggs. Le surnom de Williams est directement inspiré de celui de Ricky « Wild Thing » Vaughn, le personnage de lanceur de relève interprété par Charlie Sheen dans le film Major League, une comédie sportive parue cette année-là. En 1993 avec Philadelphie, il change le numéro d'uniforme 28 qu'il portait depuis le début de sa carrière pour le 99, même numéro que le personnage de Sheen dans le film.

#### Saison 1989
Williams connaît immédiatement le succès à Chicago, recevant en 1989 sa première et unique sélection en carrière au match des étoiles et aidant les Cubs dans leur conquête du premier rang de la division Ouest de la Ligue nationale. Il termine 9e au vote annuel désignant le gagnant du trophée Cy Young du meilleur lanceur de la ligue et prend la 10e place du scrutin désignant le joueur par excellence de la saison dans la Nationale. Avec 76 présences au monticule, Williams est le lanceur le plus utilisé des majeures cette saison-là, et il maintient une brillante moyenne de points mérités de 2,76 en 81 manches et deux tiers lancées. Il remplit bien le rôle pour lequel les Cubs l'avaient acquis des Rangers et protège 36 victoires, le second plus haut total de sa carrière et seulement un sauvetage de moins que le record de franchise de Bruce Sutter. Il entre en jeu dans les 2e et 5e matchs de la Série de championnat 1989 entre les Cubs et les Giants de San Francisco. Il n'accorde qu'un coup sûr, à Will Clark des Giants, mais celui-ci brise l'égalité de 1-1 en 8e manche du dernier match de la série, où Chicago subit l'élimination et San Francisco accède à une première Série mondiale en 27 ans.

#### Saison 1990
Williams connaît une difficile saison 1990 où il ne remporte qu'une victoire contre 8 défaites et voit sa moyenne de points mérités passer à 3,93 en 66 manches et un tiers lancées. En 59 parties jouées, il protège 16 victoires des Cubs mais voit son importance réduite au sein du personnel de releveurs de l'équipe. Chicago confie en cours d'année le rôle de stoppeur à Paul Assenmacher. Williams se retrouve numéro 3 dans la hiérarchie des releveurs, derrière Assenmacher et Dave Smith.

### Phillies de Philadelphie
Le 7 avril 1991, les Cubs de Chicago échangent Mitch Williams aux Phillies de Philadelphie contre le lanceur droitier Bob Scanlan et le lanceur gaucher Chuck McElroy.
Employé dans 69 rencontres en 1991, Williams s'impose comme le meilleur releveur des Phillies avec sa meilleure moyenne de points mérités en carrière : 2,34 en 88 manches et un tiers lancées. Il remporte un sommet personnel de 12 victoires, contre 5 défaites, et enregistre 30 sauvetages.
En 1992, dans une saison difficile pour les Phillies, Williams réalise 29 sauvetages mais voit sa moyenne de points mérités gonfler à 3,78 en 81 manches lancées.

#### Série mondiale 1993
En 1993, Philadelphie remporte le titre de la Ligue nationale. Williams réussit un sommet en carrière de 43 sauvetages et remet une moyenne de 3,34 en 62 manches lancées en saison régulière. En Série de championnat de la Ligue nationale, les Phillies détrônent les Braves d'Atlanta et Williams est impliqué dans les 4 matchs gagnés par Philadelphie : lanceur gagnant des matchs 1 et 5 remportés en manches supplémentaires, il protège les victoires dans les matchs 4 et 6 de cette série de six parties. Williams s'effondre cependant en Série mondiale 1993 et laissera aux partisans des Phillies un mauvais souvenir, qui en fera à leurs yeux un bouc émissaire pendant des années,. Il réussit le sauvetage dans le second affrontement à Toronto, où les Phillies égalent la série 1-1. Dans le 4e match, joué à Philadelphie, il arrive au monticule dans une situation corsée en 8e manche : deux coureurs sur les buts, un seul retrait, mais les Phillies en avant 14-10. Il est victime de deux simples et un triple, en plus d'accorder un but-sur-balles, et les Blue Jays terminent la demi-manche en avant 15-14, le score par lequel il l'emporte. Responsable de 3 points mérités, Williams est le lanceur perdant de ce match. Trois jours plus tard à Toronto, Williams est de nouveau le lanceur perdant, et est la victime en fin de 9e manche du célèbre circuit de 3 points de Joe Carter qui permet aux Blue Jays de remporter un second titre mondial consécutif.

### Dernières saisons
Le 2 décembre 1993, les Phillies échangent Williams aux Astros de Houston pour deux lanceurs de relève droitiers, Doug Jones et Jeff Juden, ce dernier alors joueur des ligues mineures.
Son séjour à Houston se termine abruptement lorsqu'il est libéré de son contrat le 31 mai 1994, après avoir été mauvais pendant deux mois et avoir irrité la direction de l'équipe, qui le considérait comme une distraction et une nuisance pour ses coéquipiers. En 25 sorties chez les Astros, Williams a alloué 17 points pour une moyenne de points mérités de 7,65 et 24 buts-sur-balles.  En 1995, sa moyenne s'élève à 6,75 en seulement 10 manches et deux tiers lancées pour les Angels de la Californie. Les Phillies de Philadelphie lui offrent une seconde chance en 1996 mais il ne sort pas des ligues mineures. Enfin, il revient dans les majeures pour seulement 7 parties chez les Royals de Kansas City en 1997 avant de mettre fin à sa carrière.

### Palmarès
Mitch Williams a joué 619 matchs dans le baseball majeur, dont 616 comme lanceur de relève. Il compte 192 sauvetages en 248 opportunités, 45 victoires, 58 défaites et sa moyenne de points mérités s'élève à 3,65 en 691 manches et un tiers lancées. Il a réussi 660 retraits sur des prises et accordé 544 buts-sur-balles, dont 39 intentionnels, commis 44 mauvais lancers et atteint 52 frappeurs.

## Après-carrière
Mitch Williams fut propriétaire d'une allée de bowling après sa carrière de joueur de baseball. Lors d'une partie opposant des célébrités en 1998, il est battu par Joe Carter, son némésis de la Série mondiale 1993, qui avait caché à Williams qu'il était un quilleur accompli.
Williams sort de sa retraite en 2001 et se laisse convaincre de lancer pour le Surf d'Atlantic City, un club de baseball indépendant de l'Atlantic League. Il joue ses dernières parties en 2002 et accepte le poste de gérant de l'équipe, remplaçant Tommy Helms le 1er juillet 2002. Le Surf termine 2002 avec la meilleure fiche de la ligue (73 victoires, 57 défaites) et gagne 63 parties contre autant de revers en 2003, saison à l'issue de laquelle Williams laisse son poste.
Il entreprend en 2007 une nouvelle carrière de commentateur sportif à la télévision de Comcast SportsNet à Philadelphie. En parallèle, il travaille au MLB Network à partir de son lancement en janvier 2009. En mai 2014, Williams se place en arrêt de travail quelques jours après qu'une vidéo ait fait surface, où l'ancien joueur, qui entraîne l'équipe de baseball de son fils de 10 ans, ait été expulsé d'un tournoi dans le Maryland pour avoir insulté l'arbitre, proféré des paroles obscènes et, selon des témoins, demandé à un des jeunes joueurs de délibérément atteindre un frappeur adverse.